# 1899 na música

## Eventos
- Carnaval - Chiquinha Gonzaga compôs a primeira música especificamente para o Carnaval, "Ó Abre Alas".

Duke Ellington.

## Nascimentos
| Data           | Nome            | Profissão                               | Nacionalidade  | Observações | Ref |
| -------------- | --------------- | --------------------------------------- | -------------- | ----------- | --- |
| 7 de janeiro   | Francis Poulenc | compositor                              | França         | m. 1963     |     |
| 29 de abril    | Duke Ellington  | músico de jazz                          | Estados Unidos | m. 1974     |     |
| 10 de maio     | Fred Astaire    | dançarino e actor                       | Estados Unidos | m. 1987     |     |
| 16 de dezembro | Noël Coward     | compositor, dramaturgo, ator e escritor | Reino Unido    | m. 1973     |     |

## Mortes
| Data        | Nome              | Profissão  | Nacionalidade | Observações | Ref |
| ----------- | ----------------- | ---------- | ------------- | ----------- | --- |
| 3 de junho  | Johann Strauss II | músico     | Áustria       | n. 1825     |     |
| 10 de junho | Ernest Chausson   | compositor | França        | n. 1855     |     |